# Maurice Mayence
Maurice Jean-Baptiste Lambert Mayence (Jumet, 21 september 1898 - 10 maart 1987) was een Belgisch senator.

## Levensloop
De ingenieur Mayence werd verkozen tot PSC-senator voor het arrondissement Charleroi op 17 februari 1946. Een maand later, op 14 maart, nam hij ontslag.